# François Kugel
Pour les articles homonymes, voir Kugel (homonymie).
François Kugel (né en 1959) est astronome amateur français.
Le Centre des planètes mineures le crédite de la découverte de 408 astéroïdes entre 2007 et 2011, dont une partie en collaboration avec Claudine Rinner. 
L'astéroïde (120375) Kugel a été nommé en son honneur.
| (342372) Titia | 25 octobre 2008 |